# Живан Кнежевић
Живан Кнежевић (Врање, 28. јул 1906 — Сијетл, 1. децембар 1984) био је мајор Југословенске војске у Краљевини Југославији, један од главних завереника у војном пучу 27. марта 1941, шеф војног кабинета у влади академика Слободана Јовановића и влади др Божидара Пурића у Лондону током Другог светског рата, после рата био је запослен као цивилно лице у Министарству одбране САД.

## Биографија
Основну школу је завршио у родном граду, а гимназију у Београду. По завршетку школовања, уписао је и завршио нижи течај Војне академије, а затим и виши у 55. класи. По завршетку војног школовања започео је генералштабну припрему. Као један од истакнутијих официра одлази ради дошколовавања у Париз (Француска) где је са још неколицином официра похађао „École Supérieure de Guerre” (Ратну Школу). По повратку у земљу служио у пешадијском 18. пуку „Сувоборском“ у Београду.

### Војни пуч и Симовићева влада
Након потписивању Тројног пакта, био један од организатора војног пуча од 27. марта. Тада је вршио дужност заповедника пучистичке војске на Дедињу и био је задужен за привођење председника владе Драгише Цветковића и осталих министара. Лично је ухапсио председника владе Драгишу Цветковића и стражарно га спровео у Команду ваздухопловства у Земуну.
У Априлском рату је вршио дужност обавештајног официра у Генералштабу и пратио генерала Душана Симовића и Владу од Београда до Никшића и са њима одлетео за Лондон.
Почетком лета долази у савезничку Врховну команду у Каиру и служи у једном батаљону у Александрији.

### Јовановићева влада
Незадовољан малим утицајем нижих официра-пучиста над политиком која је спроводила Симовићева влада, Кнежевић је личном иницијативом за смењивање три генерала изазвао Каирску аферу крајем 1941. године, у име „Лиге мајора“ која је на крају довела до смене генерала Душана Симовића, Боре Мирковића и Богољуба Илића и образовања нове владе Слободана Јовановића. У тој влади, Кнежевић је именован за шефа Војног кабинета. Поред тога, био је и официр за везу са ЈВуО од јануара 1942. до јуна 1943. Са својим рођеним братом Радојем, који је био министар двора и имао јак утицај на младог краља Петра II, био је сива еминенција која је стајала иза владе остарелог Слободана Јовановића. Као шеф Војног кабинета, Кнежевић је преузео од владе прерогативе у успостављању и контролисању везе са министром војске Драгољубом Михаиловићем. Радоје и Живан Кнежевић су поставили свог брата Николу Кнежевића за шефа Одељења за шифровање у Министарству спољних послова, што им је омогућило да држе око на свим порукама које су долазиле влади и од ње одлазиле. Кнежевић је до 10. јуна 1943. био је шеф Војног кабинета Председништва владе у емиграцији.
Кнежевић је одбацивао документа и упозорења британске обавештајне службе да Михаиловићеве снаге примају велику војну помоћ од Италијана и да са њима изводе заједничке војне операције, да поједини четнички команданти преговарају и са Немцима и да се влада према томе мора одредити. Осмислио је јавно осуђивање преко радија стављањем под словом З.

### Пад
Због нагомиланих доказа о четничкој сарадњи са силама Осовине и све већег јачања партизанског покрета, Британци су вршили притисак да избегличка влада постигне споразум са партизанима. Не желећи да то уради, Јовановић је поднео оставку, а после међувладе Милоша Трифуновића, изабрана је нова влада Божидара Пурића. Један од првих потеза Пурићеве владе је било разбијање Лиге мајора. Због тога је Живан Кнежевић у јулу 1943. именован је за војног изасланика Војске Краљевине Југославије у Вашингтону. Тада је био унапређен у чин потпуковника Војске Краљевине Југославије, а касније и пуковника.
Као војни представник у Вашингтону настојао је, заједно са послаником Константином Фотићем, да одржи „чврсту америчку политику према партизанима“, насупрот „британској еластичној политици према догађајима у Југославији“. У Барију је 1944. године дошао у отворени сукоб са војним представницима Велике Британије.

### После рата
Живану Кнежевићу је суђено у одсуству за издају на Београдском процесу против Драгољуба Михаиловића и још неколико четничких и других квислиншких вођа. Осуђен је на 20 година робије, губитак политичких и појединих грађанских права у трајању од десет година, конфискацију целокупне имовине и на губитак држављанства.
После рата је наставио службу у Министарству одбране САД као цивилно лице. Пензионисан је по сили закона 1976. године, али му је служба продужавана два пута до 31. марта 1978. Био је велики поборник Драже Михаиловића и Равногорског покрета у емиграцији и са својим братом Радојем је био сарадник у неколико значајнијих листова. Умро је 1984. године и сахрањен је уз присуство породице и великог броја пријатеља на српском гробљу у Либертивилу.
Рехабилитован је 2009. године.

## Одликовања

### Домаћа одликовања
- Орден белог орла са мачевима IV реда
- Орден Карађорђеве звезде са мачевима IV реда

### Инострана одликовања
- Орден Француског Ратног крста (Croix de Guere)
- Орден Legion of Merit (Ленте части)